# Kobroor
Kobroor är en ö i Indonesien.   Den ligger i provinsen Moluckerna, i den östra delen av landet, nordväst om Nya Guinea. Arean är 1 735 kvadratkilometer.
Terrängen på Kobroor är platt. Öns högsta punkt är 87 meter över havet. Den sträcker sig 50,6 kilometer i nord-sydlig riktning, och 56,4 kilometer i öst-västlig riktning.